# Сомбори
Сомбори (фр. Sombori) — деревня в Чаде, расположенная на территории региона Канем. Входит в состав департамента Канем.

## География
Деревня находится в западной части Чада, к северо-востоку от озера Чад, на высоте 304 метров над уровнем моря.
Сомбори расположен на расстоянии приблизительно 183 километров к северо-северо-востоку (NNE) от столицы страны Нджамены. Ближайшие населённые пункты: Блари, Каям-Фефей, Нгара, Ндиали-Уни, Амбра, Ориде, Ндиали-Тумболом.
Климат деревни характеризуется как аридный жаркий (BWh в классификации климатов Кёппена).

## Транспорт
Ближайший аэропорт расположен в городе Нгури.